# Benjamin Thompson
Sir Benjamin Thompson, hrabě Rumford (německy Reichsgraf von Rumford; 26. března 1753, Woburn, Massachusetts – 21. srpna 1814, Auteuil u Paříže) byl angloamerický fyzik a vynálezce, jehož výsledky v teoretické fyzice přinesly v 19. století revoluci v termodynamice.
Jeho experimenty v dělostřelbě a s výbušninami ho přivedly k zájmu o teplo. Vymyslel metodu pro měření měrného tepla pevných těles.
Kolem roku 1798 konal měření tření v souvislosti s vytvářením tepla pří vrtání dělových hlavní a vytvořil teorii, že teplo je forma kinetické energie. Jeho měření vyvrátilo všechny předchozí takzvané kalorické teorie (teorie flogistonu, jakési éterické látky unikající při hoření). Protože však jeho měření byla velmi nepřesná, ponechávala ještě velký prostor pro pochybnosti.
Thompson dále zkoumal izolační vlastnosti různých materiálů včetně kožešiny, vlny a chmýří. Správně vyhodnotil, že izolační vlastnosti těchto přírodních materiálů jsou způsobeny tím, že brání průchodu vzduchu.
Byl i přímým vynálezcem, nejen teoretikem. Jedním z jeho nejznámějších vynálezů je takzvaný Rumfordův krb.
Svou teorii o teple aplikoval také ve funkci bavorského ministra války. Pro zvýšení bojeschopnosti prosadil, aby vojáci pravidelně dostávali teplou polévku. Vymyslel také její recept, který obsahoval kroupy, hrách a brambory. Tento levný, ale velmi výživný pokrm dostal název Rumfordská polévka a prosadil se v Evropě 19. století jako základní strava v kasárnách, věznicích, chudobincích a podobně.